# Lonchaea hilli
Lonchaea hilli är en tvåvingeart som beskrevs av Malloch 1928. Lonchaea hilli ingår i släktet Lonchaea och familjen stjärtflugor. Inga underarter finns listade i Catalogue of Life.